# Le Canigou
Pour les articles homonymes, voir Canigou.
Le Canigou est un tableau cubiste de Juan Gris réalisé en décembre 1921 à Céret et représentant une nature morte avec, en fond, aperçu par une fenêtre ouverte, le massif du Canigou.

## Description et analyse
Le tableau est une peinture à l'huile sur toile de 64,8 cm de haut pour 100,3 cm de large. Le premier plan est occupé par une table sur laquelle se trouvent divers objets de la vie quotidienne, classiques pour une nature morte : une guitare, un livre ouvert, une corbeille de fruits. Derrière, une fenêtre ouverte laisse entrevoir des formes géométriques blanches sur fond bleu que le spectateur peut, aidé par la légende « LE CANIGOU » écrite en haut du tableau, interpréter comme les montagnes du massif du Canigou, un massif montagneux visible depuis Céret, ville du Sud de la France dans laquelle Juan Gris avait l'habitude de séjourner pendant l'hiver.
Suivant la tradition cubiste, le tableau mêle diverses perspectives. Un coin de la table se confond avec un des sommets montagneux et la montagne déborde de la fenêtre comme pour pénétrer dans la pièce.

## Histoire
Juan Gris, peintre espagnol né en 1887 à Madrid, séjourne pour la première fois à Céret avec Picasso et Braque. De santé fragile, il prendra l'habitude de venir y séjourner l'hiver. 

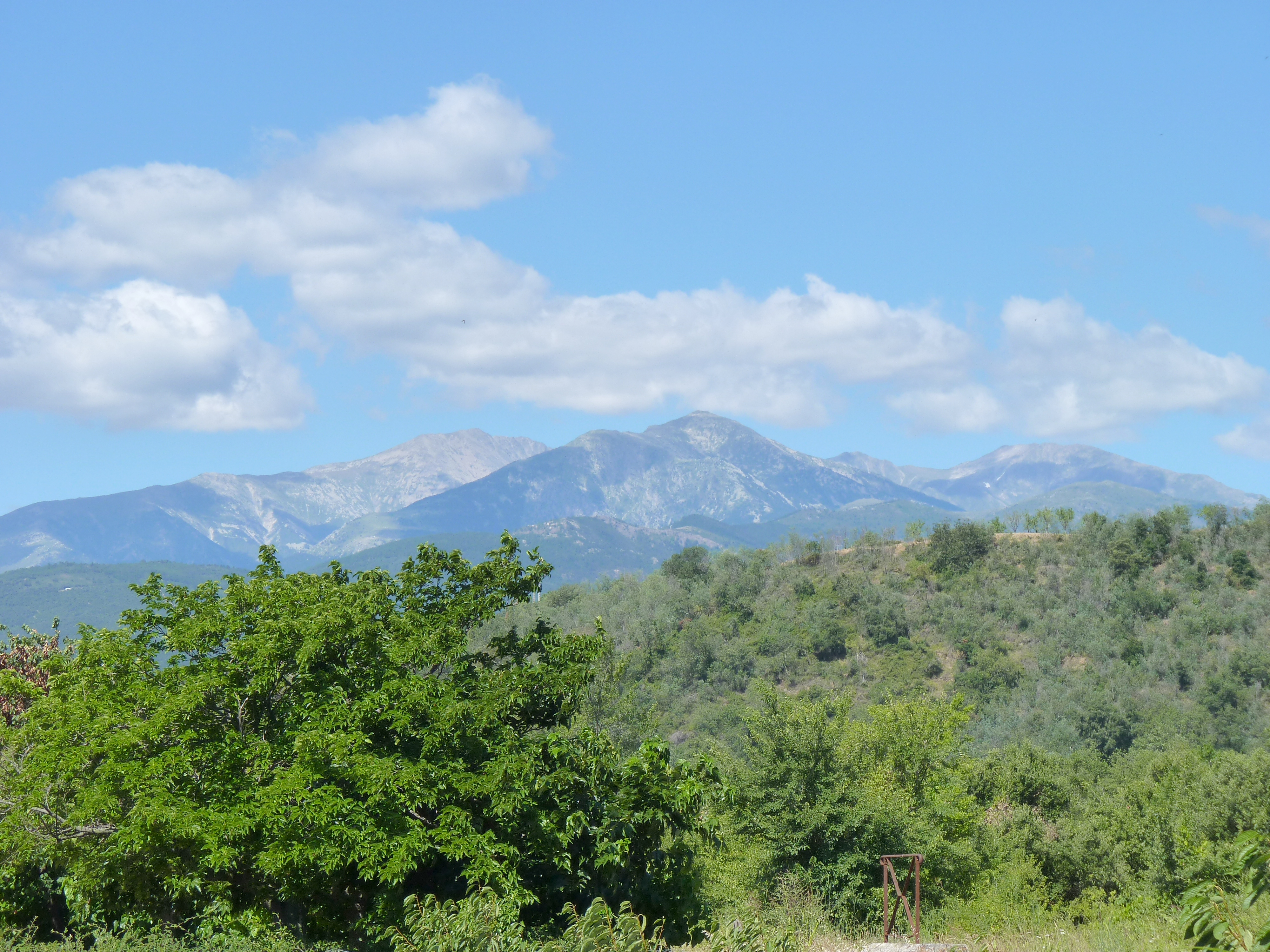
Le Canigou vu de Céret.

En 1921, Juan Gris s'est séparé puis réconcilié avec sa femme Josette. Le couple vient s'installer, du mois d'octobre au mois d'avril 1922, à Céret. Gris peint plusieurs toiles de petits formats qui ne l'enthousiasment guère et s'ennuie dans cette petite ville, mais, au mois de décembre, il se prend de passion pour un nouveau projet : Le Canigou.
Le tableau est acquis en 1925 à la galerie Simon par Gottlieb Friedrich Reber. Il est acheté le 20 octobre 1947 à Curt Valentin (en) par la Albright-Knox Art Gallery.